# Miriam A. Ferguson
Miriam Amanda Wallace "Ma" Ferguson (13 de junho de 1875 — 25 de junho de 1961) foi a primeira mulher a governar o estado americano do Texas, de 25 de janeiro de 1925 a 17 de janeiro de 1927. Voltou a governar o estado texano de 17 de janeiro de 1933 a 15 de janeiro de 1935. Também foi a primeira-dama do Texas durante o mandato de James E. Ferguson.